# تنغ مدول (بهمئي غرمسيري الشمالي)
تنغ مدول (بالفارسية: تنگ مدول) هي قرية تقع في إيران في قسم بهمئي غرمسیري الشمالي الريفي.